# 日中貿易協定
日中貿易協定（にっちゅうぼうえききょうてい）は、貿易関係を発展させるために、日本国政府と中華人民共和国政府の間で結ばれた協定である。
正式名称は、日本国と中華人民共和国との間の貿易に関する協定。

## 締結
1974年1月5日、北京に於いて、日本側が大平正芳外務大臣、中国側が姫鵬飛外交部長が代表して署名した。同年6月22日発効。